# Výron koronální hmoty

Výron koronální hmoty

Výron koronální hmoty (anglicky coronal mass ejection, zkráceně CME) je uvolnění velkého množství materiálu ze sluneční korony do okolního prostoru. Úzce souvisí se slunečními erupcemi. Vyvržená hmota je ve skupenství plazmatu, skládá se tedy hlavně z protonů a elektronů. Vyvržená koronální hmota je proto zvýšeným tokem slunečního větru.
Pokud částice vyvržené do vesmíru při výronu koronální hmoty zasáhnou Zemi, většina z nich se zachytí v jejím magnetickém poli. Částice, které proniknou přes toto pole, způsobují geomagnetické bouře provázené vysokou poruchovostí počítačů, poruchami navigace až výpadky elektrického proudu. Jako doprovodný úkaz se přitom může objevit polární záře. V důsledku výronů koronální hmoty se ve slunečním plazmatu formují tzv. magnetická oblaka, která se šíří ve slunečním větru a před nimiž se tvoří rázové vlny.